# Ariamnes rufopictus
Ariamnes rufopictus är en spindelart som beskrevs av Tamerlan Thorell 1895. Ariamnes rufopictus ingår i släktet Ariamnes och familjen klotspindlar.
Artens utbredningsområde är Myanmar. Inga underarter finns listade i Catalogue of Life.